# Transpersonale Psychologie
Mit Transpersonaler Psychologie werden eine Reihe inhaltlich unterschiedlicher psychologischer Ansätze bezeichnet, die sich mit der Erfahrung veränderter Bewusstseinszustände oder erweiterter Bewusstseinszustand, englisch altered state of consciousness (ASC), manchmal auch veränderter Wachbewusstseinszustand (VWB) oder außergewöhnliche Erfahrung (AgE) auseinandersetzen. Es geht dabei um das Erfassen psychischer Zustände außerhalb des gewöhnlichen „normalen“ Wachbewußtseins. Daher stehen insbesondere Ekstase, spirituelle Erlebnisse und Grenzerfahrungen im Zentrum des Interesses. Die Transpersonale Psychologie und die darauf aufbauende Transpersonale Psychotherapie wollen die klassischen Ansätze der Psychologie (v. a. Tiefenpsychologie, Psychosynthese) und der Psychotherapie um philosophische, religiöse und spirituelle Aspekte erweitern. Zur Beschreibung und Erklärung veränderter Bewusstseinszustände und des entsprechenden Erlebens wird innerhalb der verschiedenen Ansätze der Transpersonalen Psychologie auch auf genuin religiöse Vorstellungen zurückgegriffen, namentlich auf Aspekte des Zen-Buddhismus, des Sufismus und des Hinduismus. Auch die westlichen Psychologieansätze werden verwendet.

## Inhalte
Die Transpersonale Psychologie entwickelte sich zum Teil aus anderen psychologischen Schulen wie Psychoanalyse, Behaviorismus, Humanistischer Psychologie, Pränatalpsychologie und psychedelischer Forschung. Die Transpersonale Psychologie versucht, spirituelle Erfahrungen zu beschreiben und in bereits vorhandene, moderne psychologische Theorieansätze zu integrieren. Diverse Auffassungen innerhalb der transpersonal-psychologischen Ansätze setzen voraus, dass eine Art Seele existiert, die materiell und zeitlich mitunter unabhängig vom Körper Erfahrungen speichern kann, auch aus der Zeit vor der Zeugung. Diese Vorstellung drückt das Adjektiv „transpersonal“ aus. Trans-personal meint v. a. auch Erfahrungsräume jenseits des alltäglichen Ich-Bewusstseins und der persönlichen Charakterstruktur.
Auch nach eigenem Selbstverständnis steht Transpersonale Psychologie teilweise außerhalb des Kanons der klassischen Wissenschaften und damit auch der Psychologie als empirischer Wissenschaft. Sie betrachtet den naturwissenschaftlichen Ansatz eher als eine Metaphysik unter vielen und tritt für einen weitgehenden methodischen Pluralismus ein. Sie steht auch sogenannten paranormalen Phänomenen, die von der Parapsychologie untersucht werden, offen gegenüber.
Transpersonale Psychologie untersucht nach eigenem Verständnis Bewusstseinszustände „jenseits“ (trans) der personalen Erfahrung. Derartige Erfahrungen werden mit Begriffen umschrieben, die das herausgehobene Erleben betonen. Diese Begriffsfelder stammen aus den Bereichen
- veränderte Bewusstseinszustände, Bewusstseinserweiterung, Trance
- Übersinnliches, Irrationales, Nahtoderfahrung
- Spiritualität, Transzendenzerfahrungen, Religion, Mystik, Mysterium, Epiphanie

John J. Miller geht davon aus, dass die westliche Psychologie eine Tendenz hat, die spirituelle Dimension der menschlichen Psyche zu vernachlässigen, obwohl beispielsweise im Werk von Carl Jung durchaus entsprechende Aspekte berücksichtigt werden.
Das Menschenbild der Transpersonalen Psychologie ähnelt dem der Humanistischen Psychologie, die ebenfalls die ganzheitliche Entwicklung in das Zentrum ihrer Überlegungen rückt. Maslow fand im Laufe seiner Forschungen zu selbstverwirklichten Menschen und Gipfelerfahrungen heraus, dass psychisch besonders gesunde Menschen zu „mystischen Erfahrungen“ tendieren, was wiederum seine Hierarchie der Bedürfnisse erweiterte und später zu einem wegweisenden Treffen mit Stanislav Grof führte. Zum Ende seines Lebens erkannte Maslow, dass es jenseits der klassischen Bedürfnisbefriedigung (Vgl. Platon / Lujo Brentano) und Selbstverwirklichung noch einer weiteren Stufe der Entwicklung bedarf: der der Selbsttranszendenz (und somit einer Herz-Öffnung des Bewusstseins im Sinne allen Lebens). Diese transpersonale Qualität geht Hand in Hand mit dem, was Aldous Huxley „Philosophia perennis“ genannt hatte – der ewigen Essenz aller Weisheitslehren und spirituellen Traditionen, die identisch ist mit der höchsten Wirklichkeit allen Seins. In der Psychologie des Seins schrieb Maslow von dem Erkennen des wahren Seins, das eine totale Aufmerksamkeit – vergleichbar mit dem präsent-fokussierten Wahrnehmen eines Meditierenden – zur Grundlage hat:
“Da das ganze Sein wahrgenommen wird, gelten alle jene Gesetze, die gültig wären, wenn der ganze Kosmos auf einmal erfasst werden könnte. Diese Wahrnehmung steht in schroffem Gegensatz zur normalen Wahrnehmung. Hier schenkt man dem Objekt Aufmerksamkeit gleichzeitig mit allem anderen, was relevant ist.”

## Entstehung
Der Begriff wurde Ende der 1960er Jahre von Vertretern der Humanistischen Psychologie in den USA geprägt. Ursprünglich war der Begriff „transhumanistisch“ im Gespräch, wurde dann aber verworfen zugunsten der Bezeichnung „transpersonal“. 1969 erschien erstmals das Journal of Transpersonal Psychology.
Begründer und Theoretiker der Transpersonalen Psychologie waren und sind Stanislav Grof, Anthony Sutich, Frances Vaughan, Roger Walsh, Abraham Maslow, Ronald D. Laing, Charles Tart, Roberto Assagioli und Ken Wilber. In Europa wurden auch Elemente der Analytischen Psychologie von Carl Gustav Jung, der von Viktor Emil Frankl begründeten Logotherapie und der von Karlfried Graf Dürckheim begründeten Initiatischen Therapie in die Transpersonale Psychologie integriert.

## Therapeutische Methoden
In der Transpersonalen Psychotherapie werden neben Elementen verschiedener Therapieverfahren vor allem meditative und hypnotische Techniken sowie Methoden der Körpertherapie, der initiatischen Therapie von Graf Dürckheim, des holotropen Atmens, der Psycholytischen Psychotherapie sowie schamanische und andere spirituelle Techniken eingesetzt. Dadurch sollen bewusstseinserweiternde Erfahrungen möglich werden, die sich dann auf das Leben des Menschen nachhaltig auswirken. Ferner hat sich die Transpersonale Psychologie – v. a. mit dem Entstehen des sogenannten „Spiritual Emergence Network (S.E.N.)“ – international für die Begleitung sogenannter „spiritueller Krisen“ (nach Stanislav Grof / Christina Grof) eingesetzt. In Deutschland besteht es seit 1993 als eingetragener gemeinnütziger Verein mit entsprechender Satzung. Generell kann jeder Interessierte Mitglied sein und an Selbsthilfegruppen, Projekten, Kongressen und anderen Aktivitäten des Vereins teilnehmen. Ziel des Vereins ist die Begleitung einzelner oder kleiner Gruppen auf dem spirituellen Weg und bei etwaigen Krisen. Solche spirituellen Krisen können zum einen in der spirituellen Praxis selbst auftauchen (unsachgemäße Anleitung oder ungenügende innere Vorbereitung und psychische Stabilität des Betroffenen), zum anderen können sie auch durch spontane spirituelle Erlebnisse entstehen (z. B. paranormale Erlebnisse, Nahtodeserfahrungen oder plötzliches Erwachen der „Kundalinienergie“, die die Betroffenen in ihr Weltbild nicht einordnen können). Darüber hinaus können spirituelle Krisen im Zusammenhang mit fast jeder schwierigen Situation entstehen (Konflikte mit oder Verlust der Arbeit, des Lebenspartners, der Gesundheit, Umgang mit der eigenen Sterblichkeit u. a. m.). Theoretisch bezieht sich die Tätigkeit des Vereins auf die Transpersonale Psychologie und -therapie, einer Psychologieform, die die religiöse Dimension der Seele wieder ernst nimmt. Pioniere und Klassiker der Transpersonalen Psychologie sind unter anderem C.G. Jung, R. Assagioli, Graf Dürckheim, S. Grof, K. Wilber.

## Kritik
Seitens der wissenschaftlichen Psychologie wird die Transpersonale Psychologie entweder meist ignoriert oder vor allem wegen der Kombination spiritueller und psychologischer Konzepte kritisch gesehen. Ihre Methodologie, Inhalte und die darauf beruhenden Therapien werden von Therapeuten anderer Therapieschulen oft abgelehnt, beispielsweise von dem verstorbenen kognitiven Therapeuten und Begründer der Rational-Emotiven Verhaltenstherapie (REVT) Albert Ellis.
Insbesondere werden von Kritikern eine teilweise vorhandene Ablehnung wissenschaftlicher Methoden des Erkenntnisgewinns, eine naive Romantisierung östlicher traditioneller Psychologie und einige Argumentationen von Ken Wilber bemängelt.